# 阿卢克斯内城堡
阿卢克斯内城堡是条顿骑士团修建的一座城堡，位于今拉脱维亚东北部的阿卢克斯内。

## 历史
城堡建于1342年，位于阿盧克斯內湖中最大的岛屿上，被称为玛丽堡（德語：Marienburg，以耶稣的母亲玛丽的名字命名）。第一座城堡由条顿骑士团的布尔汗·冯·德赖莱奔建造。它是利沃尼亚东部边界主要加固工程的一部分，同年在瓦斯采利納的另一座主要城堡也建成了。此后不久，骑士团封地的中心从高伊耶纳转移到了阿卢克斯内。